# 有明湯江站
有明湯江站（日语：／ Ariakeyu eki */?）是位於長崎縣島原市有明町池田，島原鐵道的島原鐵道線車站。

## 歷史
- 1919年（大正8年）5月6日 - 湯江站啟用[1]。
- 1934年（昭和9年） - 鐵道省有明線(現時：JR長崎本線)湯江站啟用，因此此站改名為島鐵湯江站[2]。
- 1966年（昭和41年）3月1日 - 成為業務委託車站。
- 1968年（昭和43年）3月31日 - 結束貨物業務。
- 1968年（昭和43年）8月30日 - 撒走列車交會設備。
- 2000年（平成12年）4月1日 - 成為無人車站。
- 2019年（令和元年）10月1日 - 車站改名為有明湯江站[3]。

## 車站構造
車站是一座地面車站，設有1面1線的單式月台。月台位於路軌西北邊。此站設有1層高的車站大樓，位於月台中央的北邊位置。在大樓內設有廁所、候車室和車站事務室。
此站是無人車站。事務室的窗口和售票處落下了百葉簾。此站沒有自動售票機和自動閘機。

## 車站周邊
車站南邊和北邊均設有村落。車站周邊設有丸中生鮮市場有明店。
東西方向的國道251號位於車站北邊。南高湯江郵局位於車站南邊500米處，島原市立湯江小學位於車站西南方約1公里處。

## 使用狀況
在2012年度的一年總乘車人次為17,751人，下車人次為21,669人。
以下為近年一年總乘車人次和下車人次變化。
| 年度               | 一年總 乘車人次 | 一年總 下車人次 |
| ------------------ | --------------- | --------------- |
| 2000年（平成12年） | 43,614          | 47,814          |
| 2001年（平成13年） | 46,792          | 49,911          |
| 2002年（平成14年） | 43,349          | 46,623          |
| 2003年（平成15年） | 38,431          | 42,958          |
| 2004年（平成16年） | 35,831          | 40,152          |
| 2005年（平成17年） | 31,409          | 34,656          |
| 2006年（平成18年） | 26,630          | 28,144          |
| 2007年（平成19年） | 26,561          | 27,618          |
| 2008年（平成20年） | 20,543          | 25,232          |
| 2009年（平成21年） | 19,327          | 23,579          |
| 2010年（平成22年） | 18,663          | 23,470          |
| 2011年（平成23年） | 17,513          | 22,564          |
| 2012年（平成24年） | 17,751          | 21,669          |

## 相鄰車站
島原鐵道
■島原鐵道線
急行
通過
普通
多比良－有明湯江－大三東

## 注腳
1. ↑  「軽便鉄道停車場設置」『官報』1919年5月14日（國立國會圖書館數碼化資料）
2. ↑  《島原鐵道100年史》島原鐵道，2008年，116頁
3. ↑  「10月以降の鉄道・バスの各種変更について」島原鉄道　お知らせ　2019年8月23日 （页面存档备份，存于）（日語）
4. ↑  第61版（平成26年）長崎統計年鑑 （页面存档备份，存于）（日語） - 長崎縣
5. ↑  長崎縣統計年鑑  （页面存档备份，存于）（日語），2020年9月5日參閲

## 外部連結
- 有明湯江站 - 島原鐵道 （页面存档备份，存于）（日語）